# Ereszkedő nyolcas

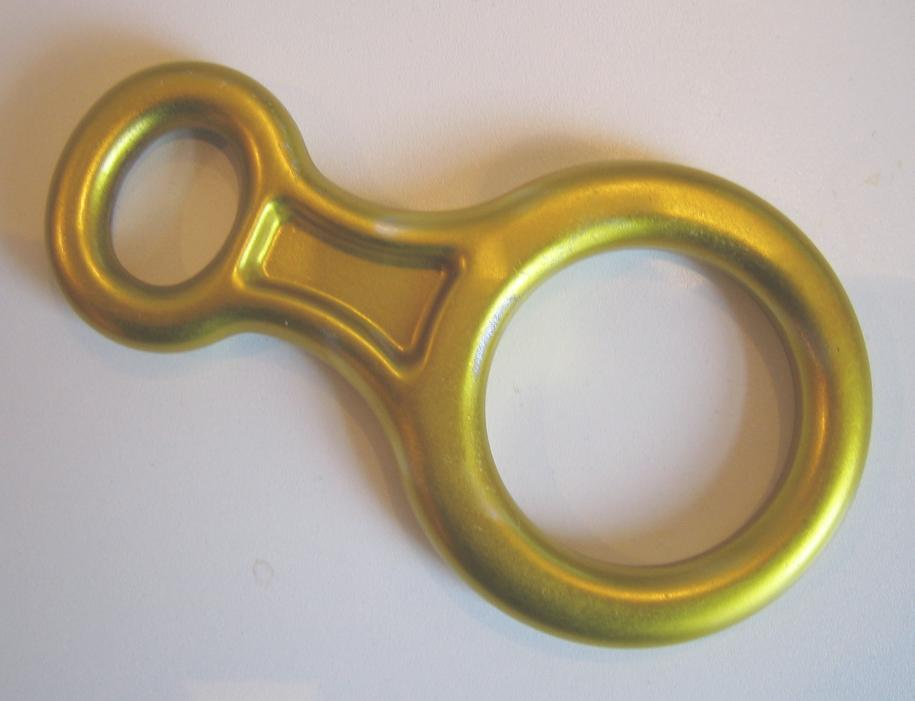
Ereszkedő nyolcas

Az ereszekedő nyolcas egy, a hegymászásból származó ereszkedő eszköz, amit számos más felhasználási területen is használnak.
Az ereszkedő nyolcas működési elvének alapja az ereszkedő kötél súrlódásának megnövelése, így kisebb erővel kell a kötelet tartania az ereszkedő személynek.
Az ereszkedő nyolcas jelenlegi formáját az 1980-as évek elejére érte el. Kezdetben ereszkedésre, illetve statikus és dinamikus biztosításra is használták a hegymászók, de napjainkban ezt a szerepét fokozatosan átveszik a biztosító eszközök.